# Dan Gillmor

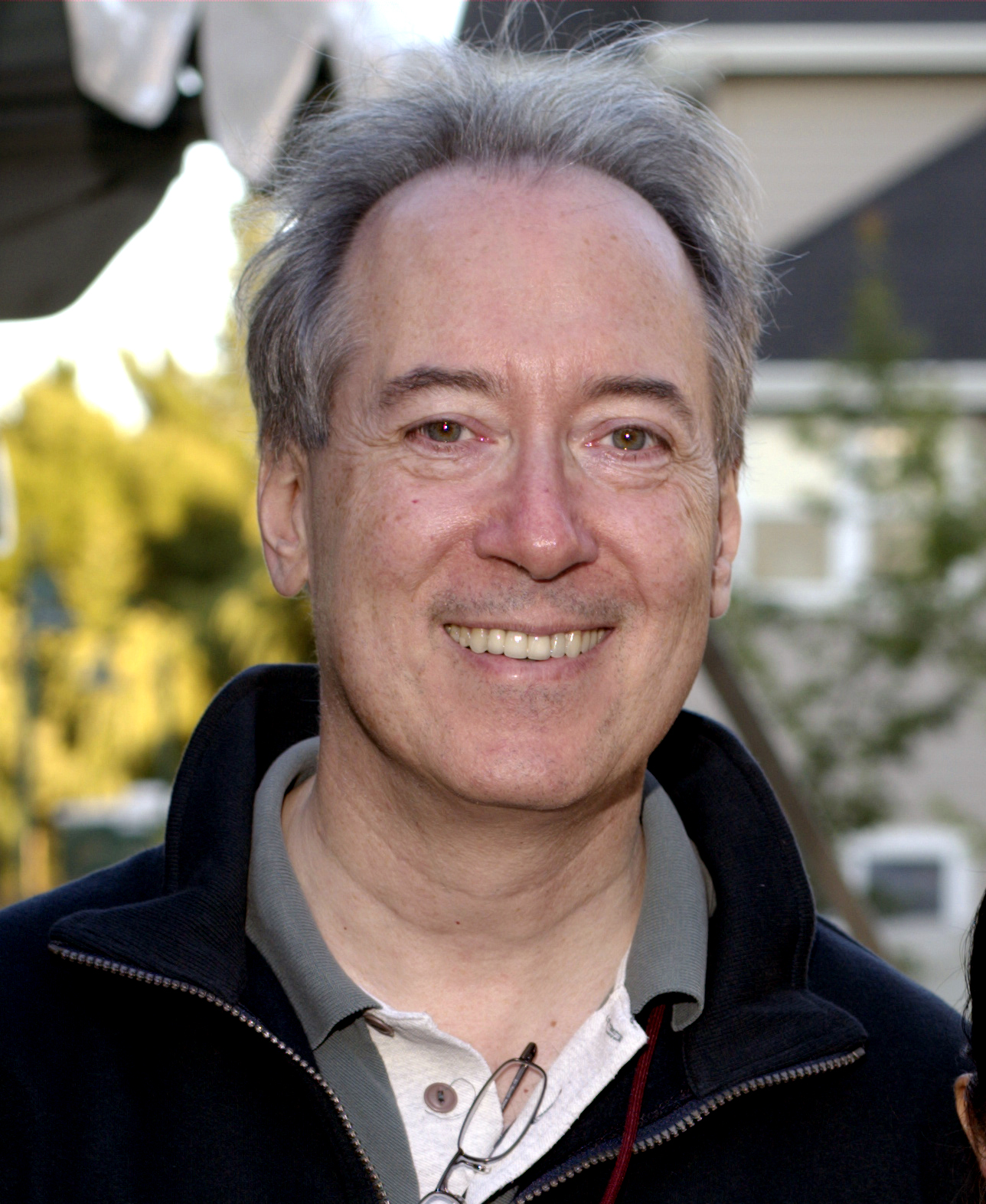
Dan Gillmor

Dan Gillmor – amerykański pisarz i publicysta, były felietonista San Jose Mercury News.
Zajmuje się głównie nowymi technologiami. Był jednym z głównych kronikarzy bumu "dot com". Jest autorem popularnego bloga opisującego nowinki i sektor technologiczny biznesu Płn. Kalifornii, w którym krytykuje sztywne narzucanie praw autorskich i komentuje politykę, często prezentując lewicowe poglądy. Pracuje nad projektem Centrum na rzecz Mediów Obywatelskich (Center for Citizen Media) prowadzonym przez uniwersytety Harvard i Berkeley.
Zanim w 1994 przeniósł się do San Jose Mercury News, Gillmor pracował w Detroit Free Press i Kansas City Times. Mercury News opuścił w styczniu 2005 i zaangażował się w projekt Bayosphere promujący tzw. dziennikarstwo obywatelskie (zwane też dziennikarstwem oddolnym lub uczestniczącym), który obecnie już nie istnieje.
Jest autorem książki We the Media opublikowanej w sierpniu 2004, opisującej jak internet pomaga niezależnym dziennikarzom walczyć z tradycyjnymi mediami. Swoją książkę opublikował na licencji Creative Commons (BY-NC-SA 2.0).

## Cytaty
- Moi czytelnicy wiedzą więcej niż ja.... (My readers know more than I do...)

## Opublikowane
- We the Media: Grassroots Journalism By the People, For the People, rok 2004, USA